# Fritz Christen

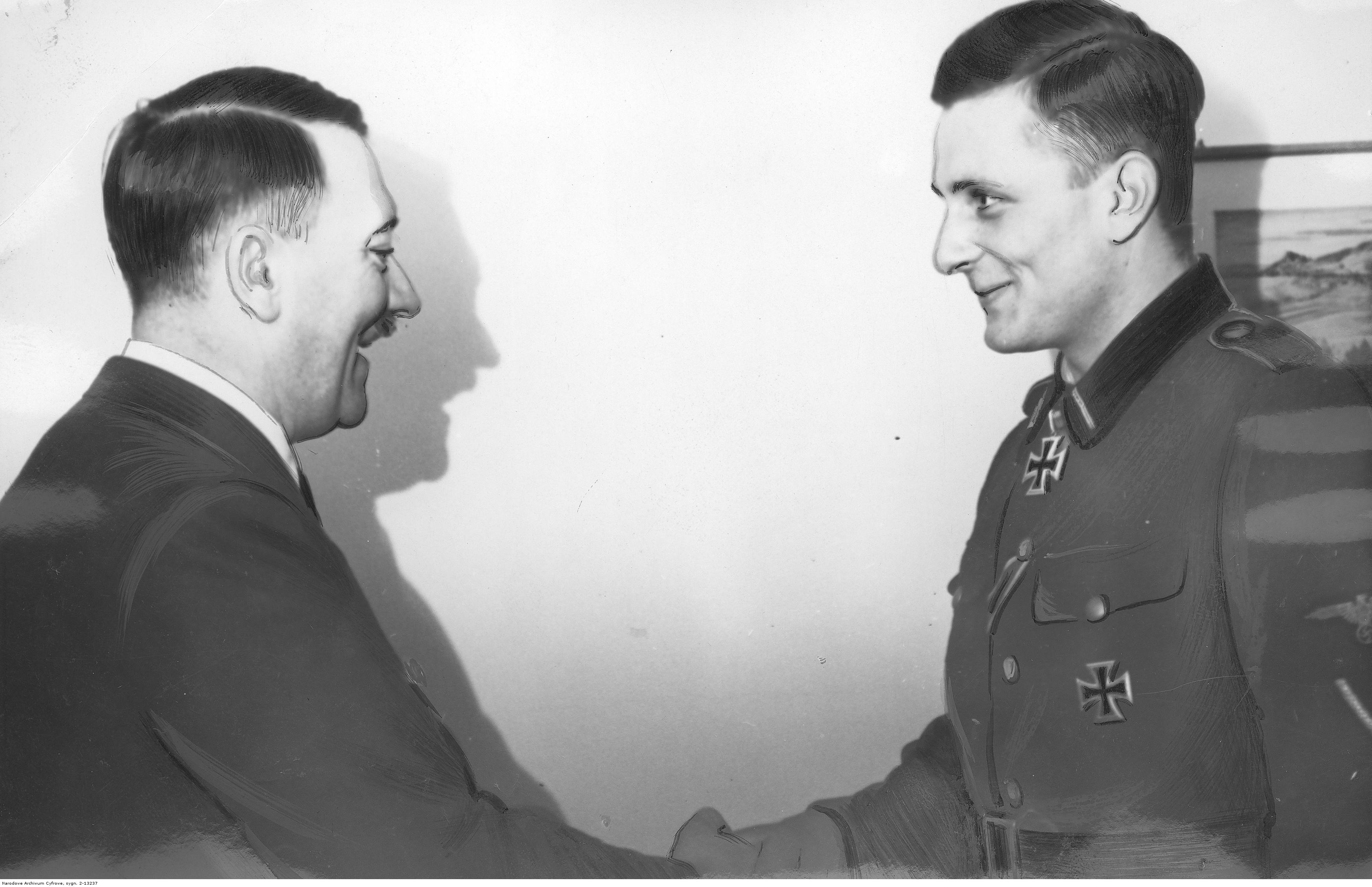
Adolf Hitler (links) gratuliert dem SS-Soldaten Fritz Christen, dem ersten Wehrmachtsmannschaftsdienstgrad, der mit dem Ritterkreuz des Eisernen Kreuzes ausgezeichnet wurde.

Fritz Christen (* 29. Juni 1921 in Wredenhagen; † 23. September 1995 in Neusorg, Oberpfalz) war ein SS-Oberscharführer der Waffen-SS im Zweiten Weltkrieg. Er war der erste Ritterkreuzträger der Waffen-SS aus den Reihen der Mannschaftsdienstgrade.

## Leben
Der Sohn eines Forstarbeiters und gelernte Schmied Christen trat zum 16. Mai 1940 als Freiwilliger in die Waffen-SS ein. Im Rang eines SS-Sturmmannes gehörte Christen beim Angriff auf die Sowjetunion am 22. Juni 1941 im Bereich der Heeresgruppe Nord zur 2. Kompanie der SS-Panzerjäger-Abteilung der SS-Division Totenkopf, wo er als Richtschütze einer 5-cm-PaK 38 zum Einsatz kam. Während der Abwehrschlacht bei Lushno nördlich von Demjansk (24. September bis 29. September 1941) schoss er am ersten Tag einer sowjetischen Offensive sechs Panzer im Nahkampf ab. Bei einem neuerlichen Angriff von zehn sowjetischen Panzern am nächsten Tag wurde die gesamte übrige Geschützbedienung getötet. Christen überlebte schwer verwundet, setzte sieben weitere Panzer außer Gefecht und tötete fast einhundert sowjetische Soldaten, was den Durchbruch der gegnerischen Verbände nach Demjansk verhinderte. Auf Vorschlag des Divisionskommandeurs Theodor Eicke wurde Christen daraufhin am 20. Oktober 1941 das Ritterkreuz des Eisernen Kreuzes verliehen. Adolf Hitler nahm die Auszeichnung persönlich vor. Die nationalsozialistische Propaganda zeigte den jungen Ritterkreuzträger in der 588. Wochenschau (10. Dezember 1941) beim Besuch der Eltern und inszenierte Christen als Vorbild des „heroischen“ und zugleich „bodenständig“ gebliebenen SS-Kämpfers. Von November 1941 bis Februar 1942 absolvierte er eine Unterführerausbildung zum SS-Unterscharführer an der SS-Unterführerschule Radolfzell. Als SS-Oberscharführer kam er an die SS-Unterführerschule Lauenburg und später zurück in seine Stammeinheit. Als Angehöriger der 3. SS-Panzer-Division „Totenkopf“ geriet er im Mai 1945 zunächst in amerikanische, später in sowjetische Kriegsgefangenschaft, aus der er 1955 entlassen wurde.